# Olrogmöwe

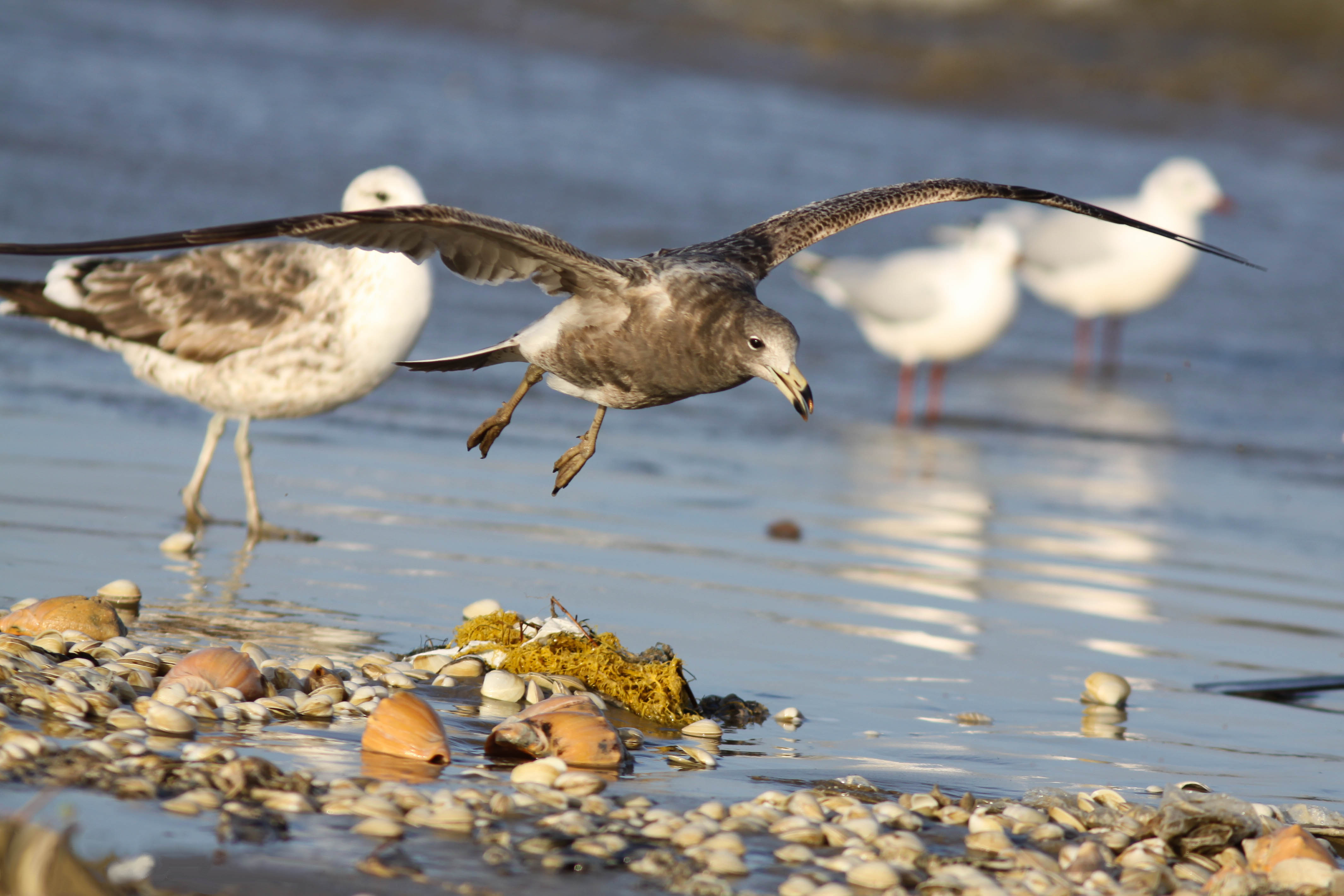
Olrogmöwe im Jugendkleid. Im Hintergrund eine Dominikanermöwe im zweiten Schlichtkleid und zwei Graukopfmöwen im Schlichtkleid.

Die Olrogmöwe (Larus atlanticus) ist eine Vogelart innerhalb der Möwen (Larinae). Sie kommt an der Atlantikküste zwischen Südost-Uruguay und Argentinien vor, brütet aber nur in Argentinien. Sie gehört zu den wenigen weltweit gefährdeten Möwenarten. In ihrer Ernährung hat sie sich weitgehend auf wenige Krabbenarten spezialisiert.
Die Olrogmöwe wurde zunächst als Unterart der sehr ähnlichen Simeonsmöwe von der Westküste Südamerikas beschrieben, wird heute aber allgemein als eigene Art anerkannt. Beide gehören innerhalb der Gattung Larus zu einer recht ursprünglichen Gruppe von vier Arten, die in allen Kleidern eine dunkle Schwanzbinde tragen sowie im Adultkleid relativ einfache Schnabelzeichnungen und nahezu komplett schwarze Handschwingen zeigen.

## Beschreibung
Die Olrogmöwe ist mit 50–56 cm Körperlänge und einer Flügelspannweite von 130–140 cm etwas kleiner als eine Silbermöwe und größer, langflügeliger und langschnäbeliger als die nahe verwandte Simeonsmöwe. Das Gewicht liegt zwischen 900 und 960 g.
Im Brutkleid sind Kopf, Hals und Unterseite weiß. Der Schnabel ist gelb mit schwarz-roter Spitze. Das dunkle Auge ist von einem roten Orbitalring umschlossen. Schulter- und Mantelgefieder sowie die Flügeloberseite sind schwärzlich. Es fehlt im Unterschied zur Simeonsmöwe eine bräunliche Tönung und der Übergang zwischen Mantel und Nacken ist schärfer. Der weiße Schwanz zeigt ein breites, schwarzes Subterminalband, das nicht bis auf die äußersten Steuerfedern reicht. Füße und Beine sind gelb.
Alle anderen Kleidern ähneln ebenfalls denen der Simeonsmöwe.

## Stimme
Die Rufe werden als nasal oder guttural beschrieben.

## Verbreitung und Bestand
Die Olrogmöwe ist ein endemischer Brutvogel der argentinischen Atlantikküste und brütet dort lediglich an zwei 700 km voneinander entfernt liegenden Orten. Etwa 5 % des Bestandes brüten im Golf San Jorge in der Provinz Chubut, über 90 % im Südteil der Provinz Buenos Aires. Hier gibt es etwa 14 Kolonien in den Wattgebieten bei Bahía Blanca, Bahía Anegada, Bahía Melo und Caleta Malaspina. 70 % des Gesamtbestandes brüten im Ästuar bei Bahía Blanca.
Der Gesamtbestand wird unterschiedlich mit etwa 4000–5000 Brutpaaren oder mit circa 7000 adulten und 3500 jungen Individuen angegeben. Da der Bestand leicht im Rückgang begriffen ist und die Brutplätze durch menschliche Aktivitäten potentiell gefährdet sind, wird die Art von der IUCN als gefährdet (“vulnerable”) angesehen.

## Wanderungen
Nach der Brutzeit finden Dismigrationsbewegungen statt, die nordwärts bis Uruguay und südwärts bis in die argentinischen Provinzen Río Negro und Chubut reichen. Als Irrgast wurde die Art in Brasilien und Feuerland festgestellt.

## Lebensweise
Die Olrogmöwe ist ein Küstenvogel, der sich während der Brutzeit vornehmlich von den drei Krabbenarten Chasmagnathus granulata, Cyrtograpsus altimanus und Cyrtograpsus angulatus ernährt. Auch im Winter stellen diese Arten den größten Teil der Nahrung, es kommen dann aber auch andere Krabbenarten, Mollusken, kleine Fische sowie Abfälle hinzu. Die Nahrung wird meist in der Nähe der Brutkolonien gesucht, wo die Vögel im Flug das Watt und angrenzende Strände absuchen oder schwimmend die Beute von der Wasseroberfläche picken. Häufig stoßen sie auch aus dem Rüttelflug herab. Im Unterschied zur Simeonsmöwe tritt die Art kaum als Prädator bei anderen Vogelarten auf. Möglicherweise ist die spezialisierte Ernährungsweise der Art auf die verstärkte Konkurrenz von Seiten der überlegenen Dominikanermöwe zurückzuführen.
Die Olrogmöwe brütet von September an in Kolonien, deren Größe etwa zwischen 10 und 350 Nestern liegt. Die Nistplatzdichte ist dabei oft recht hoch und der durchschnittliche Abstand zwischen den Nestern liegt teils bei 66 cm. Alle Kolonien befinden sich auf sandigen, schlammigen oder felsigen Inseln, wobei die Höhe über dem Meeresspiegel zwischen weniger als 3 und 7 m betragen kann. Die meisten Standorte sind vegetationsfrei oder lediglich mit einer schütteren Krautschicht aus Queller, Schlickgras, Frankenia oder Strandflieder bewachsen. Nicht selten liegen die Kolonien in der Nachbarschaft von Kolonien der Dominikanermöwe. Das Nest kann lediglich eine leicht mit Pflanzen ausgekleidete Mulde sein, aber auch aus einer erhöhten Plattform aus Zweigen und Queller bestehen. Das Gelege besteht aus 2–3 Eiern.

## Etymologie und Forschungsgeschichte
Die Erstbeschreibung der Olrogmöwe erfolgte 1958 durch Claës Christian Olrog unter dem wissenschaftlichen Namen Larus belcheri atlanticus. Bereits 1758 führte Carl von Linné den neuen Gattungsnamen Larus ein. Dieser Name stammt aus dem lateinischen »larus}« bzw. vom griechischen »laros λαρος« für »räuberischer Seevogel, vermutlich eine Möwe« ab. zusammen. Der Artname »atlanticus« steht für den Atlantischen Ozean. Der deutsche Trivialname wurde nach ihrem Erstbeschreiber benannt.